# L’Ancienne-Lorette
L’Ancienne-Lorette ist eine Stadt im Süden der kanadischen Provinz Québec. Sie liegt in der Verwaltungsregion Capitale-Nationale, 15 km westlich des Zentrums der Provinzhauptstadt Québec. Die Stadt ist Teil der Agglomeration Québec, hat eine Fläche von 7,72 km² und zählt 16.543 Einwohner (Stand: 2016). Von 2002 bis 2006 war L’Ancienne-Lorette ein Stadtteil von Québec.

## Geographie
L’Ancienne-Lorette ist vollständig vom Gebiet der Stadt Québec umschlossen und somit eine Enklave. Angrenzende Arrondissements sind La Haute-Saint-Charles im Norden, Les Rivières im Osten sowie Sainte-Foy–Sillery–Cap-Rouge im Süden und Westen. Das Gelände ist weitgehend flach und wird in südöstlicher Richtung durch den stark mäandrierenden Rivière Lorette entwässert.

## Geschichte
Der Jesuitenpater Pierre Chaumonot errichtete 1674 auf dem Gelände des heutigen Friedhofs eine Kapelle für die Wyandot. Diese waren ein Jahr zuvor während eines Krieges gegen die Irokesen hierher geflohen. Da Chaumonot nach einer Wallfahrt nach Loreto von einer schweren Krankheit geheilt worden war, benannte er die Kapelle nach diesem italienischen Ort. 1697 zogen die Wyandot einige Kilometer weiter nördlich und gründeten die Siedlung Nouvelle-Lorette (Neu-Loreto), das heutige Wendake. Am alten Standort, der nun Vieille-Lorette oder Ancienne-Lorette (Alt-Loreto) genannt wurde, ließen sich stattdessen französische Kolonisten nieder. Das kleine Dorf war mehr als zwei Jahrhunderte lang überwiegend landwirtschaftlich geprägt. 1948 erfolgte die Gründung der Gemeinde Notre-Dame-de-Lorette. Die Eröffnung des nahe gelegenen Flughafens Québec im Jahr 1957 führte zu einem markanten Bevölkerungswachstum. Die Gemeinde erhielt 1967 den Stadtstatus und benannt sich in L’Ancienne-Lorette um.
Die Provinzregierung ordnete die Fusion von L’Ancienne-Lorette und anderen Gemeinden mit der Stadt Québec an, die am 1. Januar 2002 in Kraft trat. Saint-Augustin war nun Teil des Arrondissements Laurentien der Stadt Québec. Dieses Vorgehen stieß in der Bevölkerung auf großen Widerstand. Bei einem Referendum am 20. Januar 2004 sprachen sich 61,4 % der Abstimmenden für die Trennung aus, wobei das benötigte Quorum von 35 % Ja-Stimmen sämtlicher Stimmberechtigten jedoch nur knapp überschritten wurde. Die Gemeinde wurde am 1. Januar 2006 neu gegründet, musste aber einige Kompetenzen an den Gemeindeverband der Agglomeration Québec abtreten. Ebenso gehört sie seither zum Zweckverband Communauté métropolitaine de Québec.

## Bevölkerung
Gemäß der Volkszählung 2011 zählte L’Ancienne-Lorette 16.745 Einwohner, was einer Bevölkerungsdichte von 2194,6 Einw./km² entspricht. 96,6 % der Bevölkerung gaben Französisch als Hauptsprache an, der Anteil des Englischen betrug 1,3 %. Als zweisprachig (Französisch und Englisch) bezeichneten sich 0,4 %, auf andere Sprachen und Mehrfachantworten entfielen 1,7 %. Ausschließlich Französisch sprachen 65,5 %. Im Jahr 2001 waren 95,0 % der Bevölkerung römisch-katholisch, 1,1 % protestantisch und 3,4 % konfessionslos.

## Verkehr
Unmittelbar an der nordöstlichen Stadtgrenze treffen zwei Autobahnen aufeinander, die Autoroute 40 und die Autoroute 573. Im Süden der Stadt verläuft die überregionale Hauptstraße Route 138. Westlich der Stadtgrenze liegt das Gelände des Flughafens Québec. L’Ancienne-Lorette wird durch mehrere Buslinien der Gesellschaft Réseau de transport de la Capitale erschlossen.

## Persönlichkeiten
- Antoine Plamondon (1804–1895), Maler
- Mario Marois (* 1957), Eishockeyspieler
- Patrice Bergeron (* 1985), Eishockeyspieler
- Évelyne Viens (* 1997), Fußballspielerin